# Artur II, Duque da Bretanha

Bandeira de Artur II, duque da Bretanha.

Artur II (25 de julho de 1262 - 27 de agosto de 1312) foi duque da Bretanha de 1305 até sua morte.

## Biografia
Era filho do duque João II, Duque da Bretanha e de Beatriz de Inglaterra, filha do rei Henrique III de Inglaterra e de Leonor da Provença.
Ao herdar o Ducado da Bretanha, passou para seu irmão João o título paterno de conde de Richmond.
Seu governo foi tranquilo e de curta duração.
Faleceu aos cinquenta anos no Castelo de Isle e seu corpo foi sepultado no mosteiro franciscano de Vannes, num belo túmulo de mármore, o qual foi vandalizado durante a Revolução Francesa, mas depois recuperada, e hoje exposta ao público.

### Casamentos e descendência
Em 1275, em Tours, Artur casou-se com Maria (1260-1290), filha e herdeira de Guido IV, visconde de Limoges, e de Margarida da Borgonha, filha de Hugo IV da Borgonha. Eles tiveram três filhos:
1. João III (1286-1341), duque da Bretanha;
2. Guido VII (1287-1331), visconde de Limoges e conde de Penthièvre;
3. Pedro (1289-1312), senhor de Avesnes.

Em maio de 1292, viúvo, casou-se novamente com a rainha viúva da Escócia, Iolanda de Dreux (1269-1322), condessa de Montfort-l'Amaury, filha de Roberto IV, conde de Dreux e de Braine, e de Beatriz, condessa de Montfort. Da união, nascem seis filhos:
1. João (1293-1345), conde de Montfort;
2. Beatriz (1295-1384), senhora de Hédé, casada, em 1315, com Guido X de Laval;
3. Joana (1296-1364), casada, em 1323, com Roberto de Flandres, conde de Marle, filho de Roberto III, conde de Flandres;
4. Alice (1298-1377), casada, em 1320, com Burcardo VI, conde de Vendôme
5. Branca (*1300), morta jovem;
6. Maria (1302-1371), freira em Poissy, em 1323.